# San Pietro in Casale
San Pietro in Casale (San Pîr in Caṡèl in dialetto bolognese settentrionale) è un comune italiano di 13 113 abitanti della città metropolitana di Bologna in Emilia-Romagna, è una delle sedi amministrative dell'Unione Reno Galliera.

## Geografia fisica
Centro della pianura bolognese compreso tra il canale Navile e il Reno, nella zona in cui il fiume svolta bruscamente verso Sud-Est; si raggiunge da Bologna, percorrendo km 24 della via Galliera verso nord; o da Ferrara procedendo verso sud per la medesima distanza.
- Classificazione climatica: zona E, 2181 GR/G

## Storia
Pur essendo nel mezzo di una palude insalubre, San Pietro è abitato fin dai tempi romani. Molti sono i rinvenimenti di questo periodo: lapidi sepolcrali, vasi antichi, sarcofaghi e cippi.
È fra i secoli VII e IX che si riparla, in antichi documenti dell'abbazia di Nonantola, della selva di pianura detta Salto Piano, che Teodalto, signore di Modena e Reggio, comandava in questa zona.
Il nome San Pietro in Casale, appare per la prima volta nel 1223, nell'ordinanza con la quale il Comune di Bologna imponeva alle comunità del contado un capoquartiere della città a scopo militare.
A questo punto le vicissitudini sanpierine sono in larga misura dipendenti da quelle di Bologna, e molto spesso, dai suoi nemici che con frequenti rapine e saccheggi ne segnano la storia.
Verrà citato come Villa di San Pietro in Casale nel 1443, forse in riferimento ad un'antica villa fatta risalire agli Antonini (dinastia imperiale romana) e sulle cui rovine Giovanni II Bentivoglio, nel 1490, fece costruire una sua villa che ancora oggi sopravvive, pur molto rimaneggiata, nella frazione di Maccaretolo.
Certamente sino al 1700 quello di San Pietro non fu che un piccolo borgo di poche case raccolte attorno ad una chiesa, anche se un decreto del senato bolognese risalente al 1544 attesta l'origine, da quella data, di un mercato settimanale che diventerà, secoli dopo, fiorente e conosciuto nella vasta zona del circondario.
Le poche cronache del piccolo borgo ricordano due grandi incendi che lo provarono duramente: nel 1637 per mano delle truppe antipapali; nel 1809 per opera dei briganti che infestavano quelle zone.
Il 20 giugno 1796, i proclami del generale Bonaparte abolirono ogni autorità che non fosse il Senato di Bologna e diedero al villaggio e alle varie parrocchie circostanti la configurazione di comune vero e proprio.
Alla restaurazione del governo pontificio San Pietro, che contava 2 984 abitanti, comprese le frazioni di Rubizzano, Maccaretolo e Gavaseto, si vede ben presto annessi altri territori: Asia, Cenacchio, Massumatico, Poggetto, Sant'Alberto, San Benedetto e Gherghenzano, i quali, ad eccezione di quest'ultimo, formano ancora oggi il suo territorio.

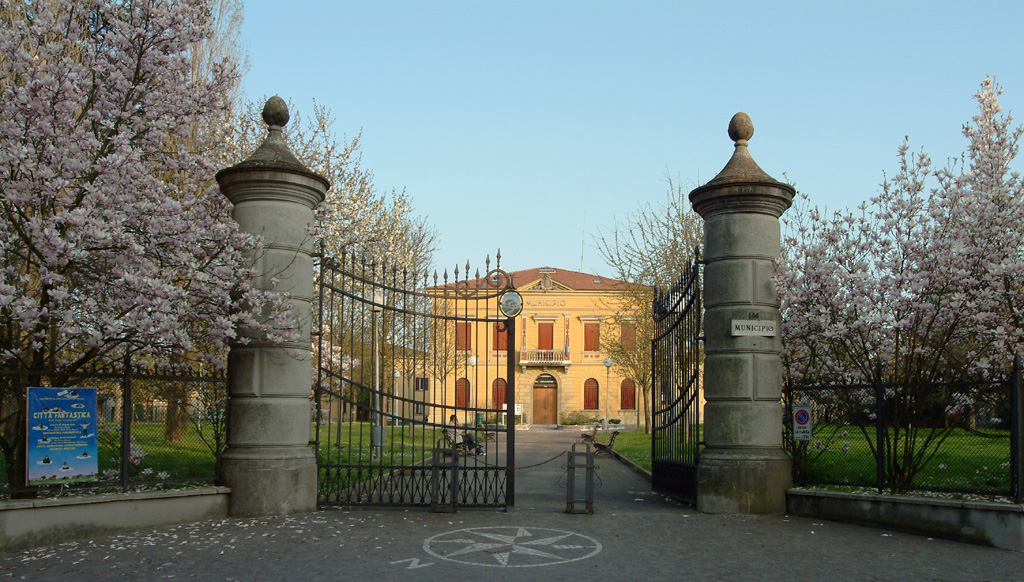
Villa Padoa: Municipio

È dall'unità d'Italia che, in un certo senso, inizia la storia vera e propria di San Pietro in Casale, con la formazione di un'identità che cresce con l'affermarsi di una piccola borghesia locale che si affianca ai grandi proprietari terrieri. Crescono i commerci e nascono nuovi servizi: l'illuminazione a petrolio, le fognature, la tranvia a cavallo, a cui si aggiungeranno, negli ultimi decenni del XIX secolo e i primissimi anni del Novecento, la costruzione del macello, di una pesa pubblica, della sede comunale (villa Bonora), di nuove strade. Vennero istituite 15 nuove scuole, un asilo infantile, nove cimiteri, il corpo dei pompieri, l'ufficio postale e telegrafico, tre condotte mediche, un servizio di assistenza e beneficenza.
La storia moderna di San Pietro va, comunque, ricollegata alla sua condizione marcatamente agricola. In particolare a partire dalla fine del Settecento, l'umida zona del comune venne destinata alla risicoltura, oggi totalmente scomparsa.
Durante la seconda guerra mondiale San Pietro in Casale dette un particolare contributo alla Resistenza e alla lotta di liberazione dai nazifascisti. È nella primavera del 1944 che sorse la seconda brigata "Paolo”. Molte eroiche azioni furono compiute dai partigiani di stanza a San Pietro. Il  17 settembre 1944, al termine della manifestazione popolare svoltasi davanti alla sede comunale di San Pietro in Casale, che all’epoca si trovava in frazione Maccaretolo - furono catturati cinque partigiani. Portati nella Valle delle Tombe, in frazione Maccaretolo, furono fucilati dalla GNR. Le vittime sono Idalgo Cantelli, Dino Mazzuchelli, Omar Nanni, Giuseppe Setti, Gianfranco Versura. [Nazario Sauro Onofri]
Nel 2002 il comune ha superato i 10 000 abitanti.
San Pietro in Casale è stato colpito dai terremoti dell'Emilia del 2012 che nel comune hanno provocato una vittima, hanno danneggiato primariamente il patrimonio artistico (chiese) e, in misura piuttosto contenuta, quello privato e produttivo.

## Frazioni, chiese e palazzi

### Asìa
Un antico borgo citato già nel 1255. Prende il nome dal casato degli Asilia. L'antica chiesa parrocchiale, non più in funzione, è dedicata a S. Giovanni Apostolo. È da segnalare anche la torre di guardia Carandini (secolo XII-XIII, rimaneggiata).

### Cenacchio
Già comune dal 1223. Il nome deriva probabilmente da cenacolo. La chiesa, molto antica, ma rinnovata nel 1773 è dedicata a S. Michele.

### Gavaseto
Anch'esso comune dal 1223. Della chiesa di San Giacomo Maggiore, già esistente nel 1349, la facciata è stata rifatta nel 1757, mentre il campanile fu eretto nel 1679. Sono da registrare altre tre ville dei secoli XVIII-XIX. Nei pressi dell'abitato fu ritrovata una stele funeraria di epoca romana, detta dei Cornelii, presumibilmente appartenente ad un monumento funebre imponente, attualmente conservata al Museo civico archeologico (Bologna).

### Maccaretolo
Forse il più antico degli abitati, Maccaretolo già prima dell'anno 1000 era una contrada, Comune dal 1223. Il nome deriva probabilmente da macerie o macerazione. Inoltre è nei dintorni di Maccaretolo che sono concentrati molti reperti romani (tra cui una statua di uomo togato e alcuni capitelli, conservati presso il Museo archeologico di Bologna). Il villaggio romano, i cui resti rimangono completamente sepolti nella campagna, in località Tombe, sorgeva lungo l'antico corso del fiume Reno e, oltre alla produzione agricola, era dedito alla produzione di frecce per le legioni romane. Con lo spostamento del corso del fiume, il villaggio perse importanza e le fucine si trasferirono presso una nuova colonia più a nord: Ferraia (Ferrara). La chiesa di S. Andrea, trecentesca, fu rifatta nel 1818. in località Tombe, il Palazzo di Giovanni II Bentivoglio venne eretto nel 1490 su un'antecedente dimora degli imperatori Antonini. Ora il palazzo è alquanto manomesso.

### Massumatico
Comune dal 1223. Fu assai importante dacché vi si ergeva un castello con la rocca dal VI secolo, più volte assediato. Dell'antico castello resta il palazzo vicino alla chiesa di S. Martino. La chiesa è stata rifatta nel 1734, l'attuale alto (il maggiore del territorio) ed elegante campanile è stato costruito nel 1902.

### Poggetto
In origine Poggio Massumatico fu comune dal 1223, e possedimento del vescovo di Bologna dal VI secolo. La chiesa di San Giacomo Maggiore conserva un'abside di probabile origine romanica.

### Rubizzano
Comune dal 1223. La chiesa è dedicata ai santi Simone e Giuda. Da segnalare il Palazzo Bonora e quello cinquecentesco Calderini, con torre.

### San Benedetto
Anticamente la parrocchia fu unita a quella di Gherghenzano. Conserva numerose ville padronali del XVIII-XIX secolo: Villa Angelelli, Villa Mariani, Villa Tanari.

### Sant'Alberto
Comune dal 1223. Vi sono stati alcuni ritrovamenti di epoca romana. La chiesa di Sant'Alberto, con cinque altari, fu costruita nel 1777. La stessa è rimasta fortemente danneggiata dal terremoto del 20 maggio 2012 che in questa frazione ha anche causato una vittima. La chiesa è stata restaurata nel 2021 ed è stato riscoperto un antico affresco del '500 raffigurante la Madonna con Bambino.

### Capoluogo

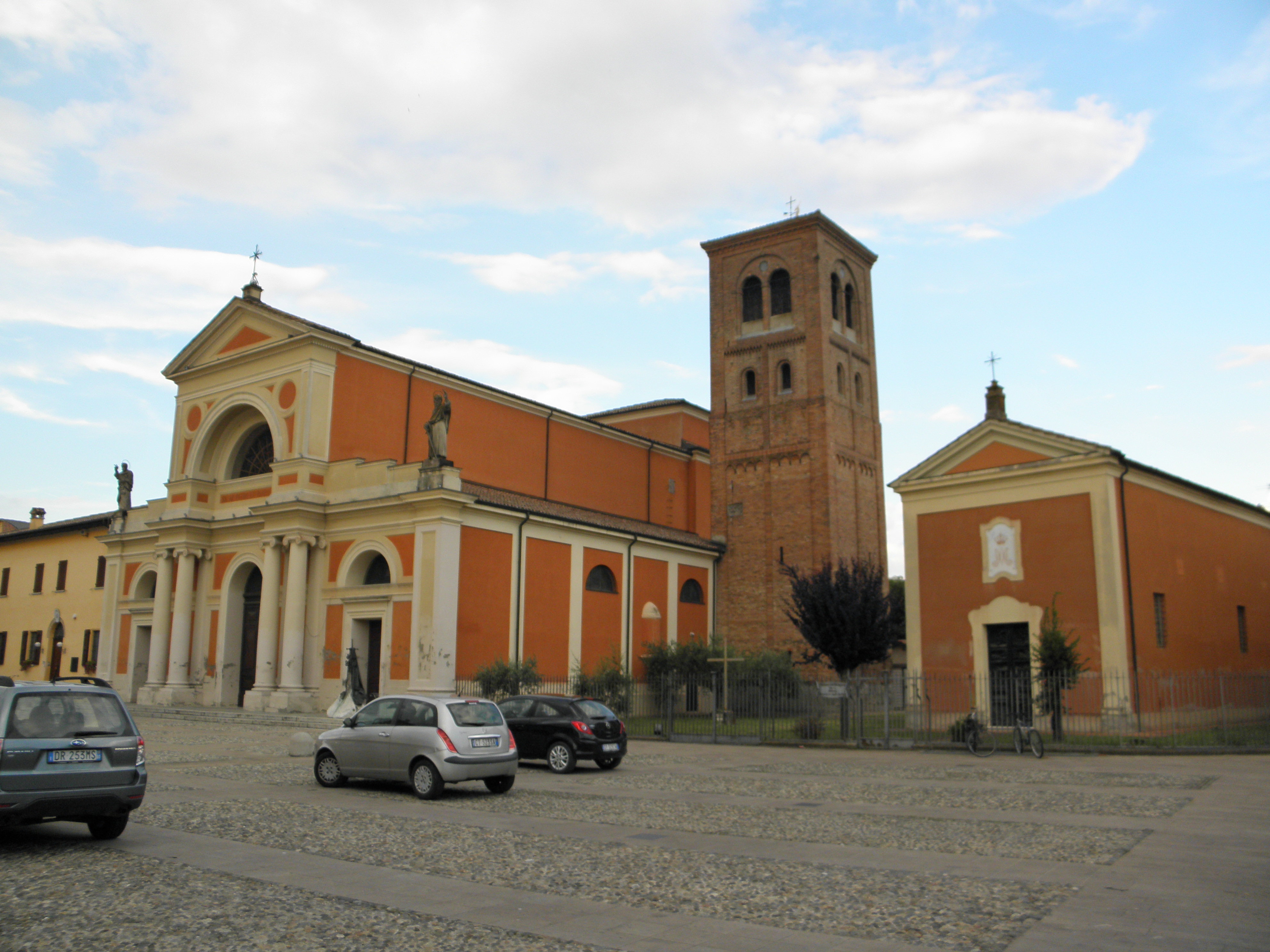
Chiesa dei SS. Pietro e Paolo e oratorio della Visitazione

La storia di San Pietro in Casale è relativamente giovane, tuttavia possiamo elencare alcune emergenze architettoniche. Piazza dei Martiri della Liberazione (detta dell'Orologio) è circondata da tre deliziosi palazzi settecenteschi, uno ospita l'antico orologio meccanico, un altro una meridiana solare e un affresco della Sacra Famiglia, l'altro ospita un capitello votivo della Madonna di Piazza (il quadro originale è stato trafugato). A pochi passi, sulla Piazza Giovanni XXIII, s'affaccia la Chiesa parrocchiale dei Santi Pietro e Paolo, di origine romanica, ricostruita dal 1856, fiancheggiata da un campanile romanico in laterizio del X-XI secolo nella parte inferiore, sopraelevato nei secoli XIII e XIV, e una cella campanaria a bifore rifatta nel XVI. All'interno si trovano numerosi quadri di scuola ferrarese e bolognese. Percorrendo via Matteotti si incontra il parco comunale con la bella Villa Padoa, un edificio assai antico e imponente, databile probabilmente alla metà del secolo XVI, completamente restaurato. Villa Padoa dal 1896 ospita il municipio. Sempre in via Matteotti incontriamo altri importanti edifici: al civico 39 Villa Garani di antica origine, non facilmente databile, fortemente rimaneggiata; la Villa Giulia, del 1880, oggi ospita l'asilo parrocchiale. Villa Rusconi, in via Pescerelli 76, fu costruita intorno alla metà del secolo XVII.

### Aree naturali
Parte del territorio comunale è compreso nel sito di interesse comunitario e zona di protezione speciale "Biotopi e Ripristini ambientali di Bentivoglio, S. Pietro in Casale, Malalbergo e Baricella" (IT4050024).

## Società

### Evoluzione demografica
Abitanti censiti

Grazie alla sua posizione favorevole e alle sue comode interconnessioni con le città di Bologna e Ferrara e ad altri distretti di intensa industrializzazione, nell'ultimo decennio si è assistito ad una crescita demografica importante, dovuta in massima parte all'immigrazione interna ed estera, che controbilancia il saldo naturale generalmente negativo (positivo solo negli anni 2006, 2010, 2013).
Nel decennio 2013-23 l'incremento demografico è satato del +7,6% (cioè una crescita mendia annua di circa lo 0,7%), dato superiore alla media della Città metropolitana di Bologna che nel medesimo periodo si è accresciuta del +1,9%.
Gli stranieri alla fine del 2023 rappresentavano il 14,4% della popolazione totale (1 858 residenti). Globalmente, i cittadini stranieri residenti in dieci anni (2013-2023) sono cresciuti del 46%, i cittadini italiani del 3%. Tra la popolazione straniera, al 31 dicembre 2023, le nazionalità principali erano: Romania 27,7%; Pakistan 20,3%; Marocco 10,8%; Albania 7,0%; Ucraina 4,0%;Tunisia 3,5%; Cina 3,4%; Nigeria 3,3%; Bangladesh 2,9%; Moldavia 2,4%. Significativi cambiamenti dal 2013 al 2023 sono: il raddoppio in termini assoluti dei cittadini rumeni, pakistani, nigeriani, bengalesi; mentre i cittadini marocchini sono diminuiti di un quarto. Tuttavia questi dati non tengono conto delle (numerose) acquisizioni di cittadinanza italiana per le comunità nazionali radicate ormai da decenni nel territorio (e che quindi escono dal novero dei "cittadini stranieri" dell'ISTAT).
Per aree geopolitiche (2023): Unione Europea e EFTA 30,5% (4,4% sulla popolazione residente); Asia meridionale 24,3% (3,5%); Paesi Arabi e Mediorientali 15,1% (2,2%); Europa Orientale extra-UE 14,7% (2,1%); Africa sub-sahariana 6,9% (1,0%); Asia Orientale 4,8% (0,7%); Americhe 2,8% (0,4%).

## Economia
Il Comune di San Pietro in Casale conserva un'economia prevalentemente agricola; molte delle industrie nel suo territorio sono legate alla trasformazione, conservazione e commercializzazione dei prodotti agricoli. Non manca tuttavia un'intensa attività produttiva artigianale e commerciale, attualmente in crescita. Sta assumendo sempre più importanza il Settore terziario con lo sviluppo di attività ricreative, alberghiere, del tempo libero, che si affiancano alle più tradizionali e consolidate presenze della pubblica Amministrazione.
Tuttavia il Comune non riveste un ruolo di grande importanza nella struttura produttiva provinciale, ma è piuttosto un centro attrattivo dei lavoratori delle aree industrializzate circostanti, che cercano in San Pietro un luogo tranquillo dove vivere, sempre in veloce e comoda connessione con i luoghi di lavoro (Bologna, Ferrara, Centergross e Interporto di Bologna).

Nel 2006, causa le direttive restrittive dell'Unione europea riguardo alla produzione dello zucchero, lo zuccherificio di San Pietro in Casale, del Gruppo SFIR (uno della ventina di complessi di raffinazione presenti in tutta Italia) è stato chiuso, provocando una grave perdita produttiva e occupazionale al comune. Tuttavia, dopo circa un decennio, l'area dismessa è stata riqualificata, grazie all'insediamento di un grande stabilimento per la processazione delle patate (Pizzoli), ulteriormente ampliato nel 2024; in contemporanea, in area adiacente, un'altra società ha aperto un importantissimo centro logistico. 

## Infrastrutture e trasporti
Una delle principali attrattive demografiche del comune sono i numerosi collegamenti con le città più vicine.
Il trasporto su rotaia, garantito dalla linea Padova-Bologna, permette di raggiungere Bologna centrale in 16'/28' e Ferrara in 12'/24' (e Venezia Santa Lucia in 1h 45'). Fermano nella Stazione di San Pietro in Casale i treni Regionali (R) e Regionali Veloci (RV), in totale 55 treni al giorno per ciascuna direzione e la Domenica sono circa 30 (dalle 6 alle 23:30 circa).
Il trasporto su gomma si avvale di 3 strade provinciali:
- SP4 Galliera (asse nord-sud verso Bologna e verso Ferrara);
- SP11 San Benedetto (asse est-ovest verso Cento);
- SP20 Altedo (asse est-ovest)

Da quest'ultima si accede all'Autostrada A13 Bologna-Padova (casello Altedo, a 8 km dal centro del paese) e alla SS64 Porrettana.
I centri delle città di Bologna e Ferrara si raggiungono in circa 30 minuti utilizzando la viabilità ordinaria.
Il servizio autobus, garantito da TPER, si compone di 5 linee.
- 97 Per Bologna
- 97A Per San Pietro In Casale
- 97B Per Galliera, San Venanzio (Passando per Maccaretolo e/o Sant'Alberto)
- 455 Per Cento (Passando per San Benedetto)
- 456 Per Cento (Passando per Poggetto)
- 441 Per Altedo
- 433 (PRONTOBUS) Per Galliera e Bentivoglio (Passando per Maccaretolo-Sant'Alberto-San Venanzio-Gherghenzano-Cinquanta e per San Giorgio di Piano)
- 434 (PRONTOBUS) Per Altedo (Passando per Gavaseto)

## Cultura
Le iniziative di carattere culturale sono molto care ai sanpierini (sanpirén in dialetto).
Nell'anno 2005 è stato completato il "Parco culturale" che comprende: il Museo Casa Frabboni (donazione del pittore autoctono Natale Guido Frabboni) dove sono esposte opere del pittore e organizzate periodiche mostre, nonché le opere donate da Raimondo Rimondi pittore e scultore nato a San Pietro; la nuova Biblioteca Mario Luzi (intitolata, prima in Italia, l'11 marzo 2006), dall'elegante design moderno e attrezzata con numerosi computer, comprende anche emeroteca e cineteca.
Come rilevato da vari enti, San Pietro in Casale è uno dei comuni italiani con più alta spesa pubblica per l'infanzia, questo si traduce in un notevole impegno anche nel campo educativo.
Sono infatti presenti a San Pietro numerosi enti di istruzione ed educazione:
due Nido Comunali; due Scuole Materne Comunali; una Scuola Materna Statale ed una Parrocchiale;
tre plessi di Scuola Elementare (San Pietro, Maccaretolo e Poggetto); un plesso di Scuole Medie; un Centro di Formazione Professionale, mentre è stata chiusa l'unica scuola media superiore (istituto professionale).

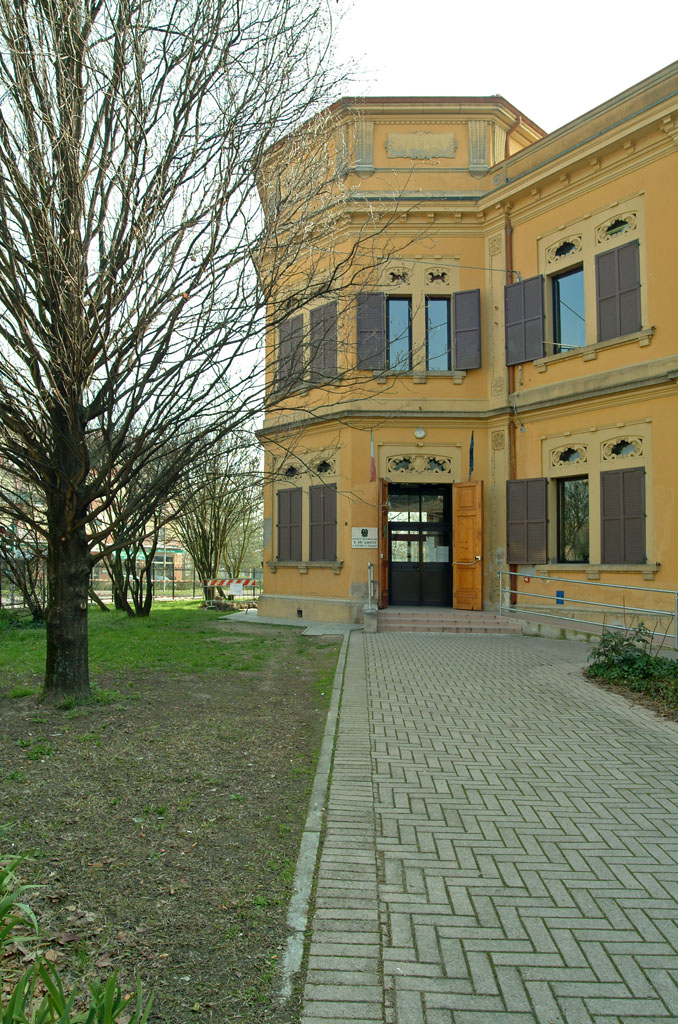
Scuola Elementare De Amicis

Oltre il 4% della popolazione sanpierina è di religione islamica. Una delle "correnti" moderate dell'Islam, Ahmadiyya in Italia, ha istituito un centro culturale della comunità a fine 2008 che si trova in via Morgobbo, in località Gavaseto; esso costituisce la sede nazionale italiana dell'associazione.

### Salute
A San Pietro, nel 1994, è nato il primo progetto pilota in Italia di Centro di Medicina generale: una struttura pubblica dove esercitano tutti i medici di famiglia e i pediatri di libera scelta presenti nel comune, così da rendere più accessibile il servizio e assicurare la continuità assistenziale.
Nel medesimo complesso (ex-ospedale "Anacleto Bonora") sono presenti molti altri servizi ambulatoriali specialistici, compresa la radiologia.
Attualmente, tutti questi servizi sono riorganizzati secondo i criteri della AUSL di Bologna, come "Casa della Comunità".

## Amministrazione
Di seguito è presentata una tabella relativa alle amministrazioni che si sono succedute in questo comune.
| Primo cittadino    | Partito        | Partito          | Mandato         | Mandato          | Elezione      |
| Primo cittadino    | Partito        | Partito          | Inizio          | Fine             | Elezione      |
| ------------------ | -------------- | ---------------- | --------------- | ---------------- | ------------- |
| Drago Biafore      |                | PCI              | 18 giugno 1985  | 26 giugno 1990   | Elezione 1985 |
| Drago Biafore      |                | PDS              | 26 giugno 1990  | 29 novembre 1993 | Elezione 1990 |
| Giuliano Barigazzi |                | PDS              | 6 dicembre 1993 | 24 aprile 1995   | Elezione 1990 |
| Giuliano Barigazzi | 24 aprile 1995 | PDS              | 14 giugno 1999  | Elezione 1995    |               |
| Giuliano Barigazzi |                | lista civica     | 14 giugno 1999  | 14 giugno 2004   | Elezione 1999 |
| Alessandro Valenti |                | lista civica     | 14 giugno 2004  | 8 giugno 2009    | Elezione 2004 |
| Roberto Brunelli   |                | lista civica     | 8 giugno 2009   | 26 maggio 2014   | Elezione 2009 |
| Claudio Pezzoli    |                | PD, lista civica | 26 maggio 2014  | 27 maggio 2019   | Elezione 2014 |
| Claudio Pezzoli    | 27 maggio 2019 | PD, lista civica | 8 giugno 2024   | Elezione 2019    |               |
| Alessandro Poluzzi |                | lista civica\|   | 10 giugno 2024  | in carica        | Elezione 2024 |

### Gemellaggi
- Benešov

### Organizzazioni sovracomunali
Il Comune di San Pietro in Casale fa parte dal 2001 – insieme ai Comuni di: Argelato, Bentivoglio, Castello d'Argile, Castel Maggiore, Galliera, Pieve di Cento, San Giorgio di Piano – dell'Associazione intercomunale Reno Galliera. Dal 2008 l'Associazione è diventata Unione Reno Galliera, con compiti più ampi, organi politici collegiali e personalità giuridica.
L'associazione è stata costituita per gestire in forma associata i servizi per il territorio e l'impresa come lo sportello unico delle attività produttive, il corpo unico di polizia municipale, la pianificazione territoriale. Gestisce inoltre per conto dei singoli Comuni il servizio del personale e i sistemi informatici.
I suoi uffici servono un bacino di utenza di più di 70 000 residenti.
- Unione Reno-Galliera: via dell'Artigiano 4/4 40016 San Giorgio di Piano tel. 051/89.04.711; sito internet www.renogalliera.it

Il Comune di San Pietro in Casale fa parte dal 2001 – insieme ad altri 133 comuni italiani (di variabile grandezza: dalle metropoli Roma, Milano, Torino a piccoli paesi) – dell'Associazione Rete Italiana Città Sane - OMS.

## Sport

### Pallacanestro
La principale realtà sportiva di San Pietro in Casale è la Veni Basket nata nel 1954.